# Dezire
Dezire – polska grupa wykonująca muzykę z pogranicza soulu i R&B. Powstała w 1997 roku z inicjatywy wokalistki Mai Studzińskiej. W 2000 roku Studzińska wraz z Karolina Stelmasiak nawiązała współpracę z Tomem Hornem. Efektem był debiutancki album formacji zatytułowany Gryź! który ukazał się 3 grudnia 2001 roku nakładem wytwórni muzycznej Universal Music Polska.
W 2005 roku Stelmasiak zastąpiła Ania Rusowicz. W odnowionym składzie powstał drugi album pt. Pięć smaków. Płyta została wydana 6 czerwca 2005 roku ponownie nakładem Universal Music Polska. Nagrania zostały zarejestrowane w Studio Q w Pile, z kolei miksowanie odbyło się w Elektra Studio. Album uzyskał nominację do nagrody polskiego przemysłu fonograficznego Fryderyka w kategorii „album roku hip-hop/r&b”.
W 2006 roku z piosenką „Good Girl” formacja wzięła udział w konkursie Piosenka dla Europy 2006, gdzie zdobyła najwięcej 12 punktów od jury, jednak w wyniku głosowania widzów zajęła 4. miejsce. Do utworu został zrealizowany także teledysk który wyreżyserowała Anna Maliszewska. W 2007 roku zespół został rozwiązany.

## Dyskografia
Albumy
| Rok  | Tytuł                                                                |
| ---- | -------------------------------------------------------------------- |
| 2001 | Gryź! - Data: 3 grudnia 2001 - Wydawca: Universal Music Polska       |
| 2005 | Pięć smaków - Data: 6 czerwca 2005 - Wydawca: Universal Music Polska |

Single
| 2001                           | „Płonę”     | 11 | 3  |
| 2005                           | „Głucha”    | –  | 18 |
| 2005                           | „Opowieść”  | –  | –  |
| 2006                           | „Good Girl” | –  | 16 |
| „—” pozycja nie była notowana. |             |    |    |

Inne notowane utwory
| Rok  | Tytuł      | Pozycja na liście |
| Rok  | Tytuł      | PiK               |
| ---- | ---------- | ----------------- |
| 2000 | „Guess”    | 5                 |
| 2002 | „Córeczko” | 3                 |